# Taurano
Taurano är en ort och kommun i provinsen Avellino i regionen Kampanien i Italien. Kommunen hade 1 512 invånare (2017).